# Depressão de Turfã

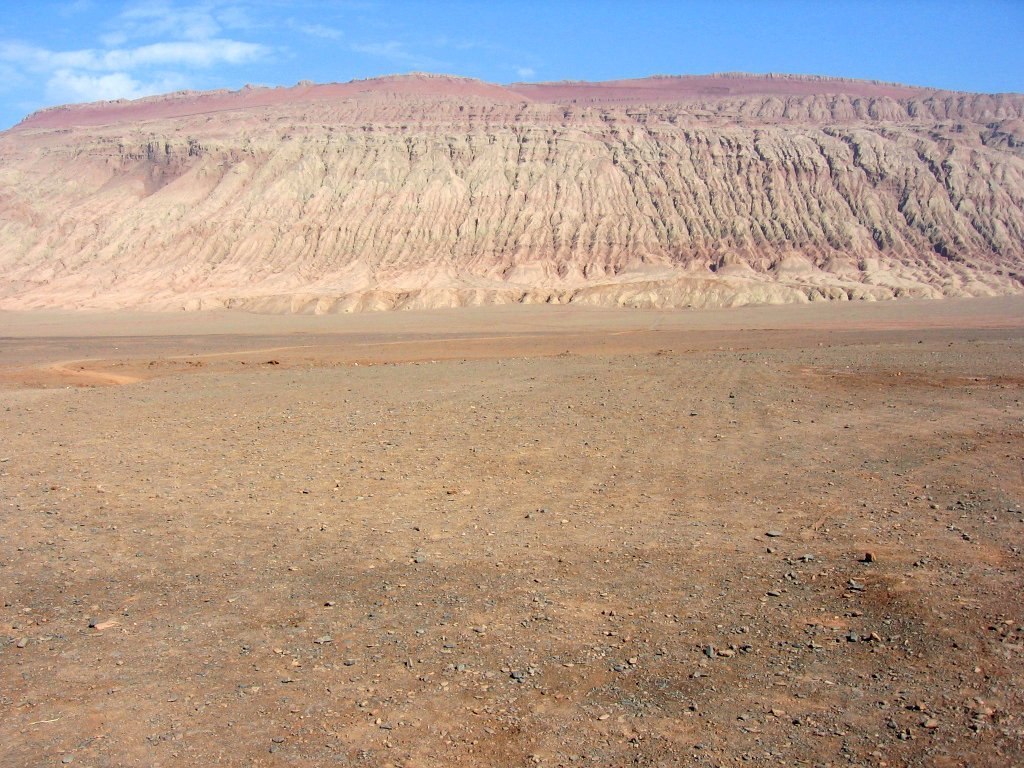
Vista das Montanhas Flamejantes na depressão de Turfã

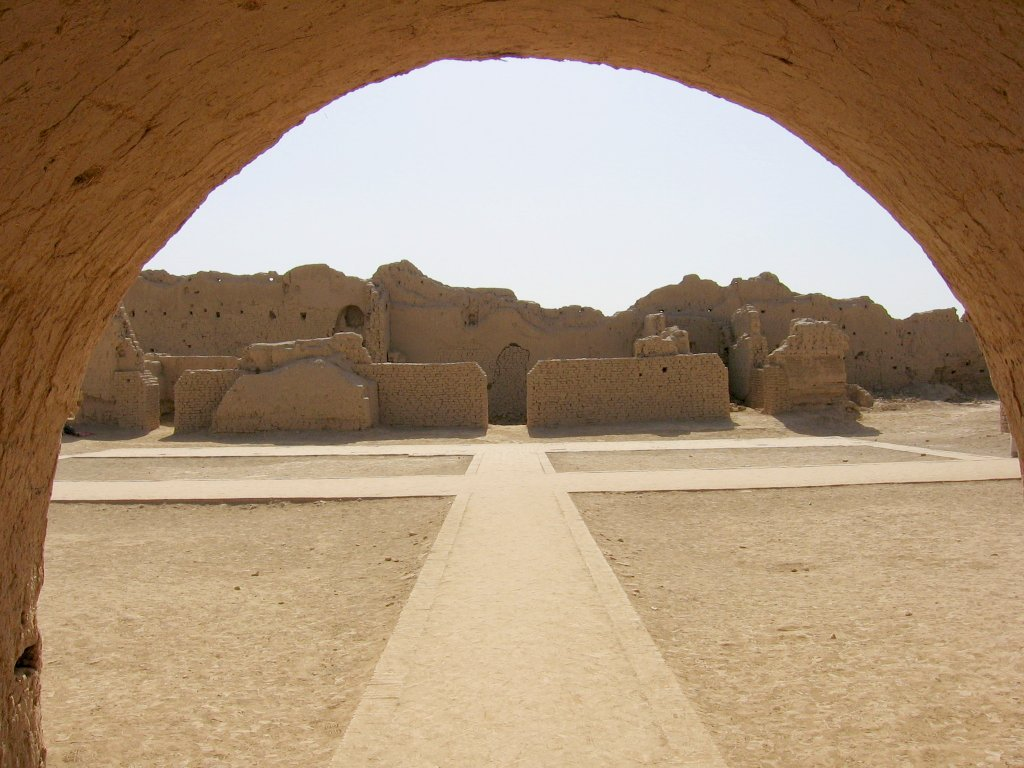
Ruínas de Gaochangue, na depressão de Turfã

A depressão de Turfã ou depressão de Turpã (chinês: 吐魯番盆地, pinyin: Tǔlǔfán Péndì; uigur: تۇرپان ئويمانلىغى, uigur latino: Turpan Oymanliği) é uma depressão no noroeste da República Popular da China, na região geográfica do Sinquião. O seu ponto mais baixo está a 154,5 metros abaixo do nível do mar, significando que é uma depressão absoluta. Tem esse nome devido à cidade de Turfã. Tem uma extensão de cerca de 50000 km2.
Localiza-se em uma região de desertos e cordilheiras. Fica na base se uma cordilheira onde se encontra o Bogdo Ula, com 5445 metros. A depressão tem vários lagos, pântanos e rios que desaguam na depressão. 
É o segundo ponto mais baixo do planeta, depois do mar Morto, também na Ásia.
A depressão de Turfã tem clima continental árido e quente com temperatura máxima de 39,7 °C em julho e de -2,2 ºC em janeiro (valores médios). A precipitação anual média é menor que 2 cm (dados da Rede Global Histórica de Climatologia, recolhidos entre 1951 e 1990 no lugar). Em contraste, a evaporação potencial anual alcança os 3 m. Por causa disto, a área é por vezes considerada como um dos fornos da China.